# 北阿克頓站
北阿克頓站（英語：North Acton tube station）是倫敦地鐵位於倫敦西部伊靈區北阿克頓的車站，中央線西萊斯里普支線上介於東阿克頓及漢格巷之間，伊靈大道支線上介於西阿克頓及東阿克頓之間。此站位於倫敦第2收費區和第3收費區交界。

## 歷史

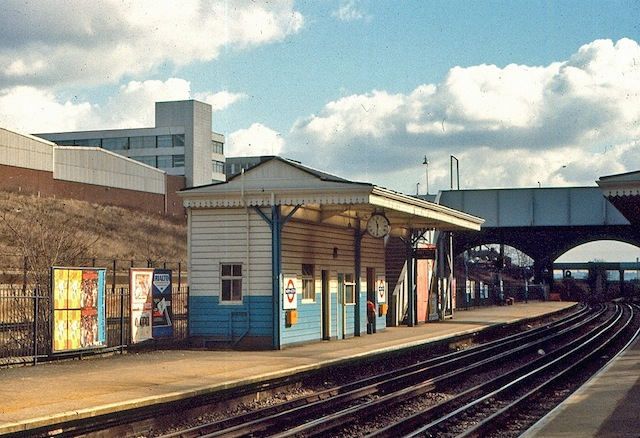
1979年3月北阿克頓站面向東，顯示舊候車室和兩條中央線軌道

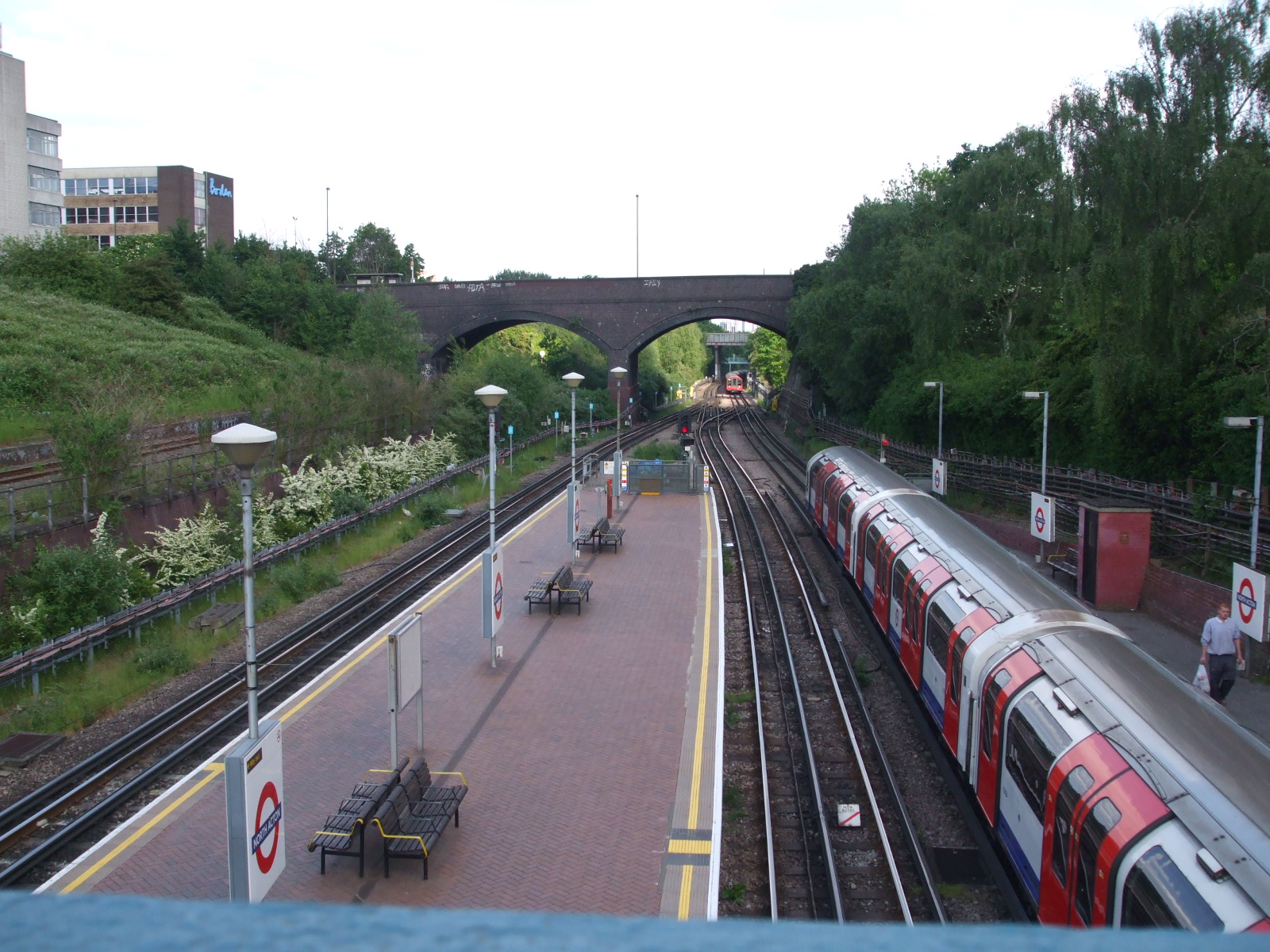
2008年5月面向東。左側軌道曾為兩條新北主線軌道、兩條大西部鐵路貨物和兩條中央線軌道道床。較接近的橋樑帶着維多利亞道，後方的橋樑有北倫敦線通過

大中央鐵路及大西部鐵路聯營的「新北主線」（現時阿克頓－諾霍特線）在1903年通車，而北阿克頓站在1904年開放。大西部鐵路興建了伊靈及牧者叢鐵路，連接中央倫敦鐵路與大西部鐵路的伊靈大道站。中央倫敦鐵路自1920年8月3日起使用此線。北阿克頓和西阿克頓兩個車站都是由大西部鐵路興建和管理，都在1923年11月5日啟用。如同倫敦交通局解釋：
|  | 1911年8月18日，中央倫敦鐵路放棄了不與任何其他鐵路共用軌道的政策，並興建了由伍德巷到大西部鐵路的伊靈及牧者叢線的短延線以確保話語權。 |

中央線以北的軌道是兩條貨運線，1960年代拆除，與中央線並行直至白城，再向北稍高層的位置是兩條新北主線的軌道。今天，只有最外側的新北主線月台維持部分聯繫。
新北主線月台在1947年中央線延長至格林福德站時關閉。介乎南萊斯里普站與舊橡交匯之間，大西部鐵路線一直向下，許多路段都是單線軌道，包括橫跨北阿克頓的路段。到了2008年5月，只有貨運列車和奇爾特恩鐵路營運每日1班的列車使用此線。
地鐵車站一直只有兩個月台，直至1992年在其餘兩個月台以北興建一個活動式島式月台，成為第三個月台，亦即舊貨物線軌道道床所在地。第三個月台成為東行路和東行月台（現時中央月台），也重新安排號誌容許其用作起終着。這項改變令中央線發生事故時可以由伊靈大道和西萊斯里普開接駁列車往白城，以及特定時間由中央倫敦開出的列車以北阿克頓為總站。

## 今天
乘客可從候車廳抵達，是一條南側道塹，有兩個出口通往維多利亞路。
此站是中央線分岔前往西萊斯里普和伊靈大道前最後一個車站。每個方向大約有一半列車停靠。附近有Carphone Warehouse的支援中心和許多其他公司的辦公室。車站對面有大約600個新住宅，而車站旁邊還有假日酒店快速酒店，而Ramada Encore酒店則只需步行5分鐘。對面街區也開設了Tesco Express店舖以及一家黎巴嫩餐廳。

## 發展
近年來有一些建議，將此站東移以提供與北倫敦線轉乘。然而，這不會提升乘客量，而單純以提供轉乘為由移動車站並不足夠。這個想法在2008年2月大倫敦政府指出「皇家公園草稿機會地區規劃框架」後再次浮上枱面，並指出有潛力在北阿克頓設立中央線和北倫敦線的轉乘站。在這個階段單純是理想化，並需要投資才可得知花費、資金和可行性。
2004年，跨國公司帝亞吉歐同意在皇家公園站、北阿克頓以西興建中央線月台 as part of its First Central business park,，建於現時已經拆除的健力士酒廠原址。然而到了2017年也未曾開工。如此新站將影響鄰近車站的移動（尤其是西面不遠處的漢格巷站）。往「北倫敦線」北阿克頓站入口可以設於現時北阿克頓站東入口另一側維多利亞路幾公尺外。鐵路西面旁邊就設有步行徑，由鄰近的查斯路到皇家公園路。

## 接駁交通
倫敦巴士95、260、266、440和487路服務此站。

## 圖片

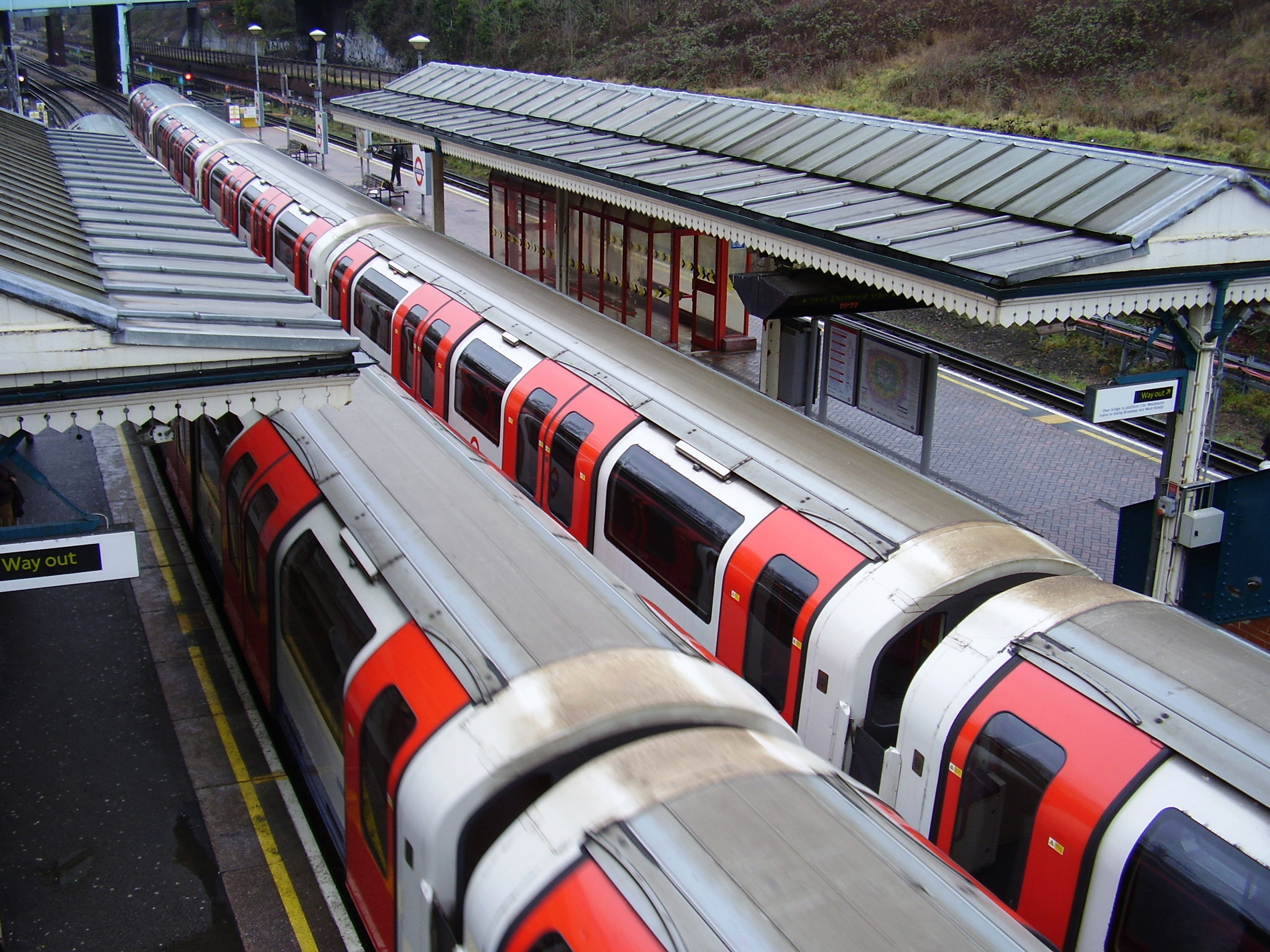
西望，西行（左）及東行列車
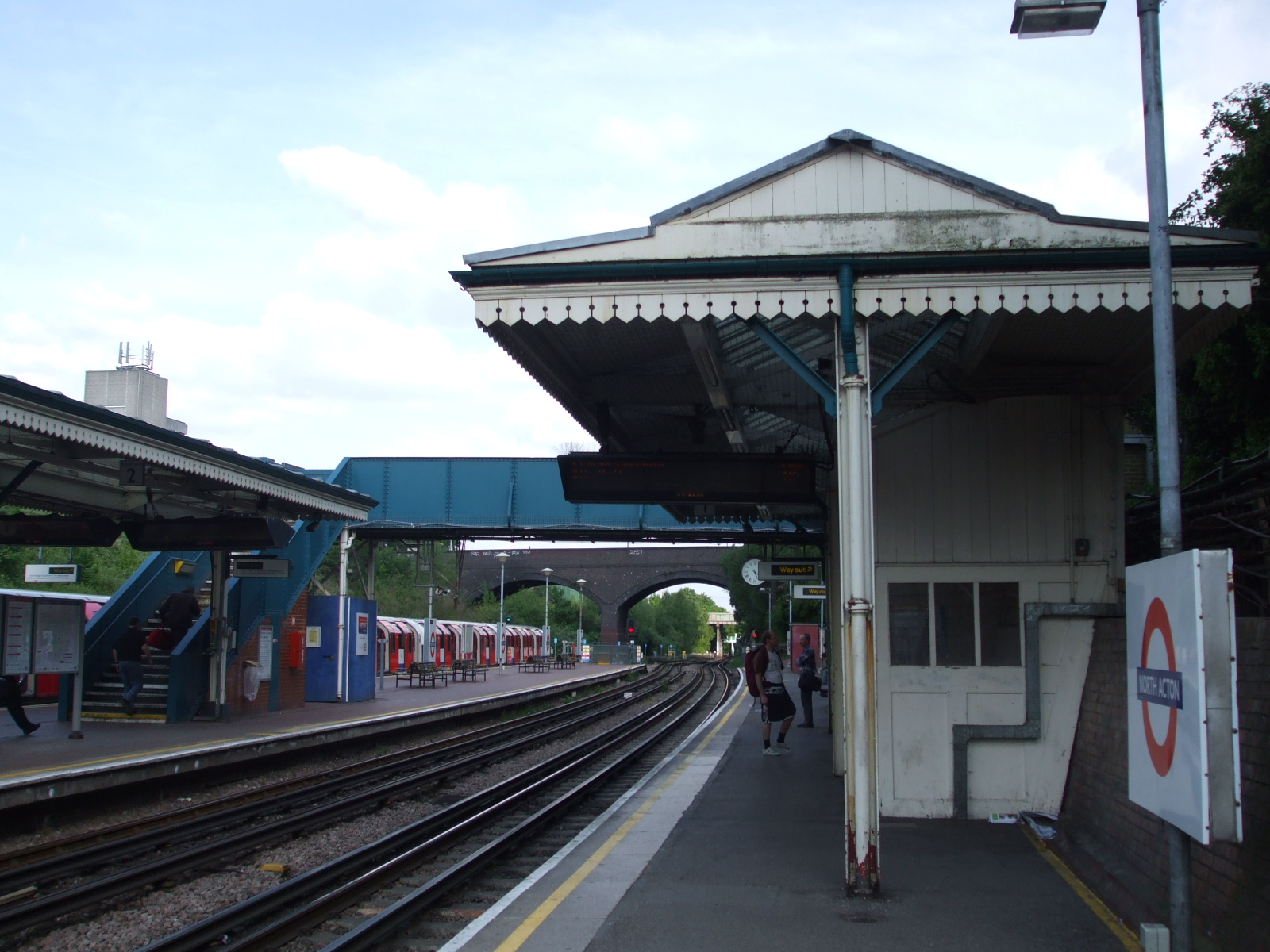
東望，島式月台在左邊
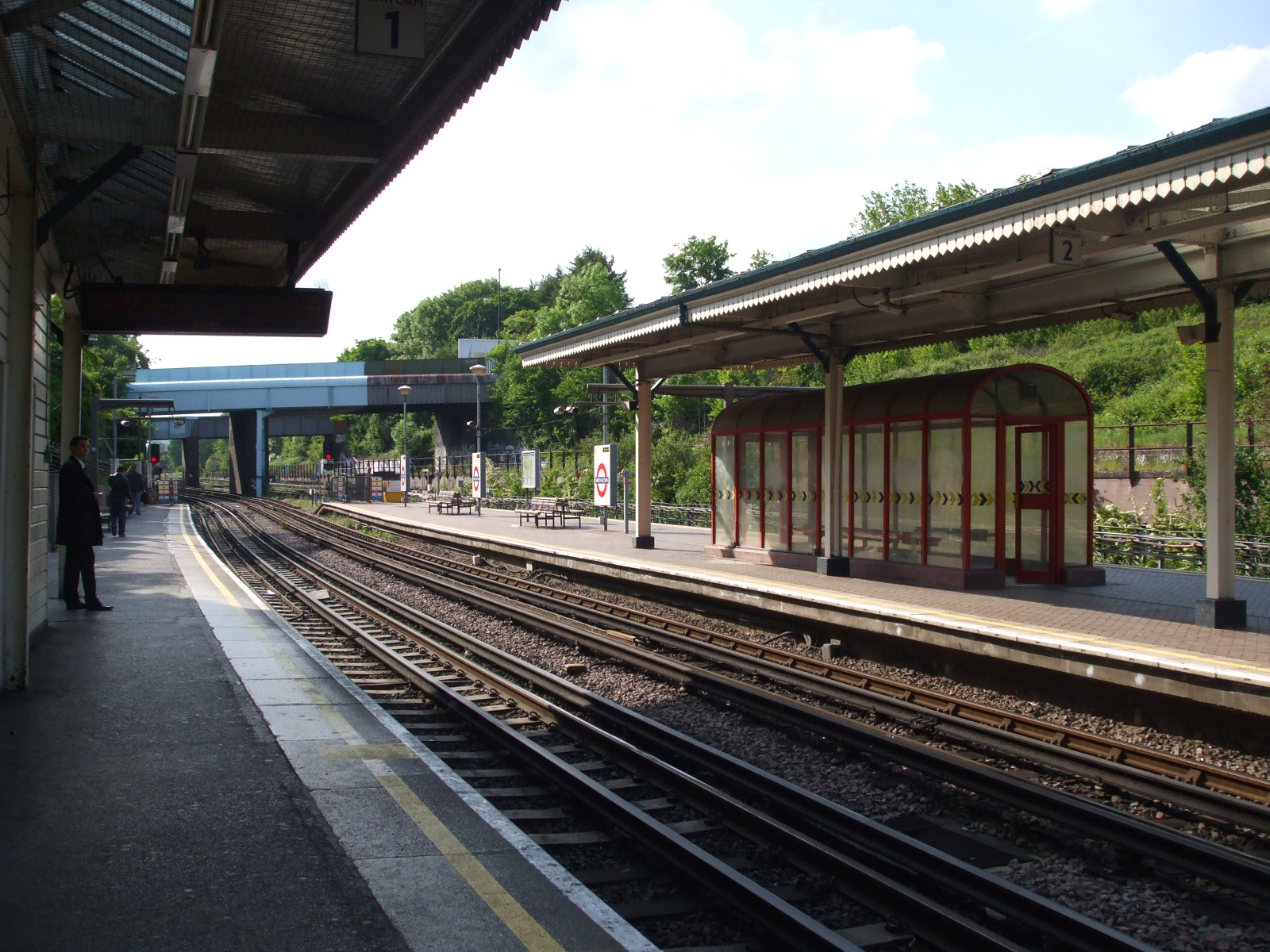
西望，島式月台在右邊
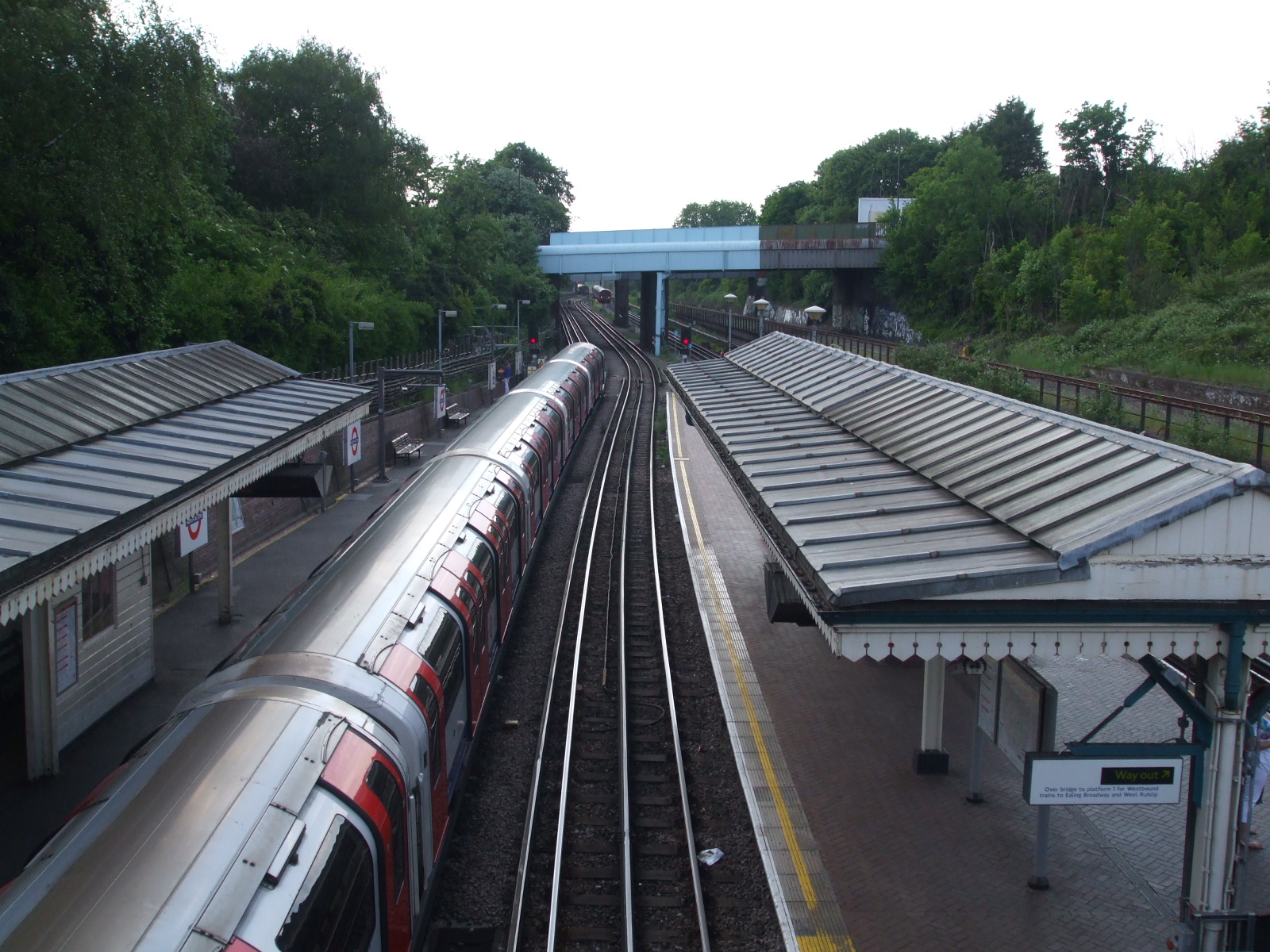
西望，已停用的大西部鐵路車站位於最右邊
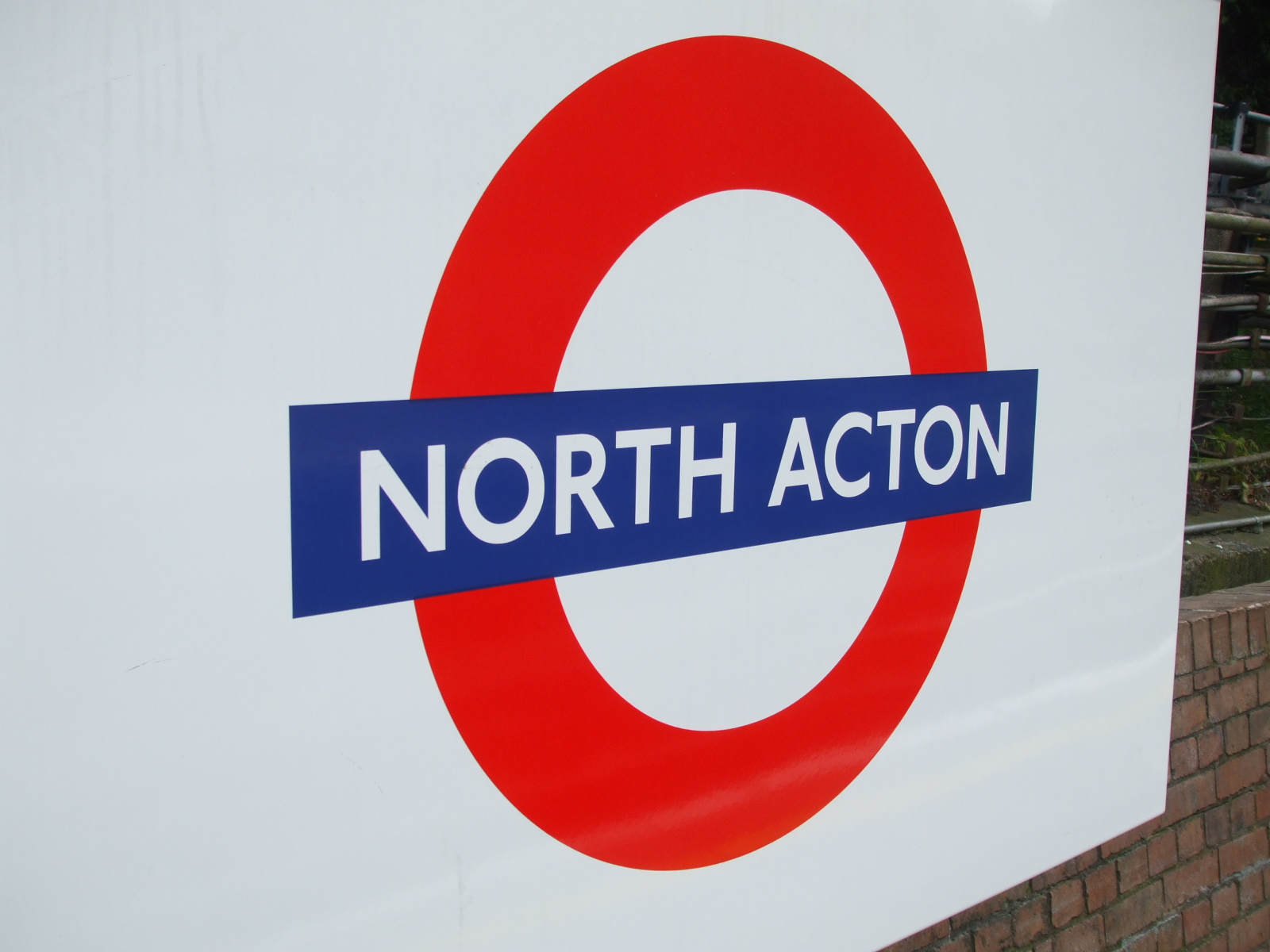
西行月台的倫敦地鐵標誌